# Конвеј (Јужна Каролина)
Конвеј (енгл. Conway) град је у америчкој савезној држави Јужна Каролина.

## Демографија
По попису из 2010. године број становника је 17.103, што је 5.315 (45,1%) становника више него 2000. године.
| Група             | 2000.         | 2010.         |
| Белци             | 6.468 (54,9%) | 9.981 (58,4%) |
| Афроамериканци    | 4.933 (41,8%) | 6.331 (37,0%) |
| Азијати           | 87 (0,7%)     | 117 (0,7%)    |
| Хиспаноамериканци | 221 (1,9%)    | 500 (2,9%)    |
| Укупно            | 11.788        | 17.103        |